# Hygrocrates georgicus
Hygrocrates georgicus är en spindelart som först beskrevs av Tamara Mcheidze 1972.  Hygrocrates georgicus ingår i släktet Hygrocrates och familjen ringögonspindlar. Inga underarter finns listade i Catalogue of Life.